# Cacostola simplex
Cacostola simplex là một loài bọ cánh cứng trong họ Cerambycidae.